# 住龙镇
住龙镇，是中华人民共和国浙江省丽水市龙泉市下辖的一个乡镇级行政单位。

## 行政区划
住龙镇下辖以下地区：
住溪村、建平村、建明村、龙星村、水塔村、建胜村、碧龙村、周调村、白岩村、西井村和潘床村。